# Рохас, Оскар Рикардо
Оскар Рикардо Рохас Гарсия (исп. Óscar Ricardo Rojas García; 5 февраля 1988, Мехико, Мексика) — мексиканский футболист, полузащитник клуба «Толука».

## Клубная карьера
Рохас — воспитанник клуба УНАМ Пумас. 9 августа 2009 года в матче против «Толуки» он дебютировал в мексиканской Примере. 18 апреля 2010 года в поединке против «Монаркас Морелия» Оскар забил свой первый гол за «пум». В 2011 году он помог клубу выиграть чемпионат.
Летом того же года Рохас на правах аренды перешёл в «Атланте». 24 июля в матче против «Гвадалахары» он дебютировал за клуб из Канкуна. 23 октября в поединке против «Тихуаны» Оскар забил свой первый гол за «Атланте».
Летом 2013 года Рохас во второй раз отправился в аренду, его новой командой стала «Толука». 27 июля в матче против «Монаркас Морелия» он дебютировал за новый клуб. 24 ноября в поединке против «Крус Асуль» Оскар забил свой первый гол за «Толуку». В 2014 году он помог клубу выйти в финал Лиги чемпионов КОНКАКАФ. По окончании аренды «Толука» выкупила трансфер Оскара. 11 марта 2016 года в матче против эквадорского ЛДУ Кито Рохас дебютировал в Кубке Либертадорес.

## Достижения
Командные
 УНАМ Пумас
- Чемпионат Мексики по футболу — Клаусура 2011

 «Толука»
- Финалист Кубка чемпионов КОНКАКАФ — 2013/2014